# غذای هواپیما

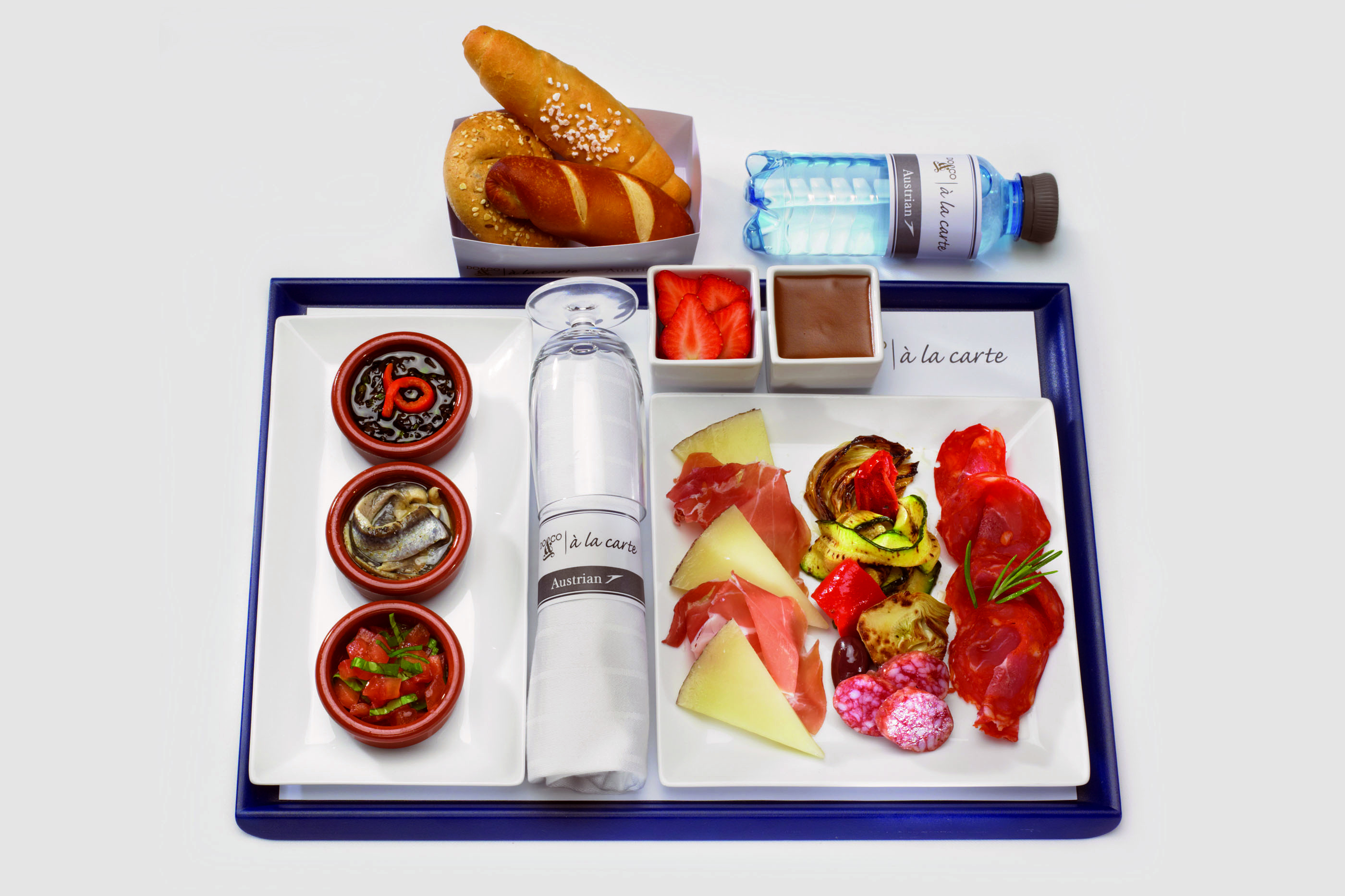
یک غذای هواپیمای لوکس و گران تهیه شده توسط شرکت پذیرایی دو اند کو

غذای هواپیما غذایی است که توسط یک شرکت پذیرایی هواپیمایی در هواپیماهای مسافربری برای مسافران تهیه می‌شود. این غذا بسته به نوع شرکت هواپیمایی و درجه کلاس پرواز در کیفیت و کمیت تنوع زیادی دارد. نخستین غذای هواپیمای ارائه شده به مسافران در اکتبر ۱۹۱۹ میلادی، بین پرواز لندن-پاریس ارائه گردید.